# Château de Trousseau
Le château de Trousseau est un château français situé dans la commune de Ris-Orangis, en pays Hurepoix, dans le département de l'Essonne et la région Île-de-France, à vingt-trois kilomètres au sud-est de Paris.

## Situation
Le château de Trousseau est implanté sur le versant ouest de la vallée de la Seine, face à la forêt de Sénart, en contrebas de l'ancienne route nationale 7. Il est visible de la voie ferrée.

## Histoire
Le château de Trousseau fut vendu comme bien national en 1793 alors qu'il appartenait au président de la Chambre des comptes Marc-Henri Le Pileur de Brévannes. Il fut acheté en 1802 par le général-comte Michel Ordener. En 1845, il fut acheté par la famille des actuels propriétaires. Le château fut inscrit au titre des monuments historiques par arrêté du  14 novembre 1985.

## Pour approfondir